# Rolf Ulrici
Rolf Ulrici (* 7. März 1922 in Berlin; als Rolf Stitz-Ulrici; † 27. September 1997 in Prien am Chiemsee) war ein deutscher Schriftsteller. Auch unter den Pseudonymen Rex Corbett, Hans Korda und Hans Rodos schrieb er vor allem Jugendbücher.

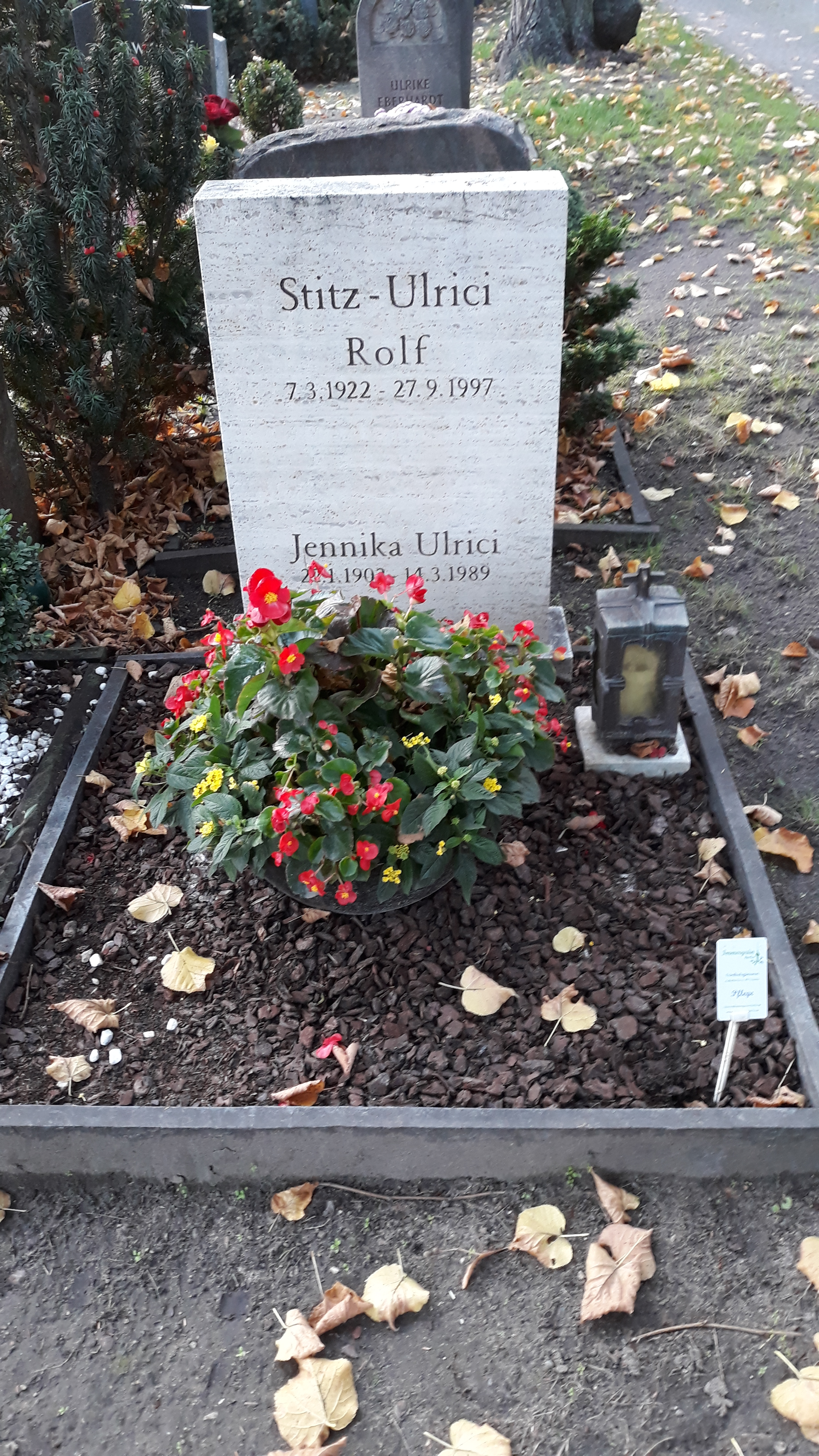
Das Grab von Rolf Ulrici auf dem Friedhof Wilmersdorf in Berlin.

## Leben
Rolf Ulrici, Sohn eines Bankdirektors, war von 1932 bis 1941 Schüler eines Berliner Gymnasiums. Im Zweiten Weltkrieg nahm er als Soldat der Wehrmacht am Afrikafeldzug teil. Nach Kriegsende arbeitete er kurzzeitig als Regisseur in Düsseldorf, Berlin, Guben, Halberstadt und Neuruppin. Ab 1949 verfasste er als Journalist in Berlin Fortsetzungsromane für kleinere Zeitungen sowie Beiträge für den Kinderfunk des RIAS.
Bei der „Zamenhof-Gedenkfeier“ am 11. Dezember 1949 in Berlin führte er Regie bei der Aufführung des Theaterstücks La Gefratoj (Die Geschwister von Johann Wolfgang Goethe) in der Esperanto-Übersetzung von Karl Vanselow.
Als Erstlingswerk erschien beim Rudolf Weiter Verlag in Berlin 1951 Die Zöglinge von Abbot Castle, ein Kriminalroman mit einem Titelbild von Wilhelm Kohlhoff. Seit dem Erfolg der Käpt’n-Konny-Bücher war Ulrici als freier Schriftsteller in Bernau am Chiemsee ansässig. 1953 erhielt er den Deutschen Jugendbuchpreis.
Rolf Ulrici hat zahlreiche Jugendbuchserien entworfen. Seine Bücher richten sich (für diese Zeit typisch) geschlechtergetrennt an Mädchen, z. B. mit Pferdegeschichten, und Jungen, z. B. mit Cowboygeschichten. Serienhelden, oft gleichermaßen namengebend im Buchtitel, sind Jungen wie Mädchen. Am erfolgreichsten war die Serie mit Käpt’n Konny, die von 1954 bis 1976 lief. Außerdem schrieb Rolf Ulrici Gespenstergeschichten und auch Science-Fiction. Er kombinierte diese beiden Genres auch miteinander. Am bekanntesten in der Science-Fiction-Literatur für Jugendliche waren seine Serie Monitor und deren Fortsetzung Giganto (meldet). Weitere Fortsetzungen erschienen unter den Titeln Weltraumklipper, Superhirn und Telephantom in kurzer Folge um 1982 – überwiegend im Franz Schneider Verlag und im W. Fischer-Verlag.

## Werke

### Unter dem Namen Rolf Ulrici

#### Käpt’n Konny
- Käpt’n Konny schnuppert Seeluft, Schneider Verlag; München 1954
- Käpt’n Konny in der Klemme, Schneider Verlag; München 1954
- Käpt’n Konny und der Seeteufel, Schneider Verlag; München 1954
- Käpt’n Konny als Pirat, Schneider Verlag; München 1955
- Käpt’n Konny auf hoher See, Schneider Verlag; München 1966
  - (bearbeitete Neuausgabe unter dem Titel: Käpt’n Konny und die Brandstifter, Göttinger/Fischer Verlag, München, 1988)
- Käpt’n Konny und seine Freunde tauchen nach Öl, Schneider Verlag; München [u. a.] 1974
  - (bearbeitete Neuausgabe unter dem Titel: Käpt’n Konny und die Ölpest, Göttinger/Fischer Verlag, München, 1979)
- Käpt’n Konny und seine Freunde suchen das Geisterschiff, München 1974
  - (bearbeitete Neuausgabe unter dem Titel: Käpt’n Konnys unheimliche Begegnungen, Göttinger/Fischer Verlag, München, 1988)
- Käpt’n Konny und seine Freunde auf geheimer Spur, Schneider Verlag; München [u. a.] 1974
  - (bearbeitete Neuausgabe unter dem gleichen Titel: Göttinger/Fischer Verlag, München, 1988)

#### Diane
- Diane aus dem Försterhaus, München 1968
- Diane und ihre Freundin Sabine, München 1968
- Diane wird Schützenkönigin, München 1968
- Diane gibt eine Klassenparty, München 1969
- Diane und ihr Waldschulheim, München 1969
- Diane macht Ferien, Remseck bei Stuttgart 1993
- Diane trifft ins Schwarze, Remseck bei Stuttgart 1995
- Diane und ihre Freundinnen, Remseck bei Stuttgart 1995

#### Sheriff Bill
- Sheriff Bill gibt niemals auf, München 1968
- Sheriff Bill rettet die Stadt, München 1968
- Sheriff Bill bleibt unbesiegt, München 1969
- Sheriff Bill, der Held von Devil's Point, München 1969
- Im Tal der vielen Stimmen, München 1970
- Sheriff Bill rettet die Stadt, München [u. a.] 1976
- Sheriff Bill gibt niemals auf, Balve/Sauerland 1979

#### Raumschiff Monitor
- Geheimer Start, München 1971
- Verfolgungsjagd im Weltall, München [u. a.] 1972
- Raumschiff „Monitor“ verschollen, München [u. a.] 1972
- „Monitor“ startet zur Unterwasserstadt, München [u. a.] 1973
- Neuer Kurs für „Monitor“, München [u. a.] 1973
- Landung auf Raumstation „Monitor“, München 1974

#### Erdschiff Giganto
- Giganto meldet: Vorstoß in die Erde, München 1975
- Giganto meldet: Über uns ein Vulkan!, München 1975
- Giganto meldet: Schiffbruch in der Erde, München [u. a.] 1976
- Giganto meldet: Alarm im Erdball, München [u. a.] 1976
- Giganto meldet: Erdschiff verloren, München [u. a.] 1977
- Giganto meldet: Ziel erreicht, München 1977

#### Weltraumklipper
- Geisterrakete, Menden/Sauerland 1979
- Kampf um den Mars, Menden/Sauerland 1980
- Gespenster aus dem All, Menden/Sauerland 1981
- Landung in der Falle, Menden/Sauerland 1982
- Notruf aus dem Nichts, Menden/Sauerland 1983
- Planet der Kraken, Menden/Sauerland 1984

#### Superhirn
- Der Hexer wird entlarvt, Göttingen 1982
- Interpol steht vor einem Rätsel, Göttingen 1982
- Der weiße Spuk, Göttingen 1982
- Unheimliche Strahlen, Göttingen 1982
- Ein Zug verschwindet, Göttingen 1982
- Stoppuhr des Grausens, Göttingen 1982

Als Sammelbände:
- Alle scheitern an Superhirn, Göttingen 1982
- Gefährliches Spiel für Superhirn, Göttingen 1982
- Superhirn gibt nie auf, Göttingen 1982

#### Telephantom
- Das große Auge, Göttingen 1983
- Der geheimnisvolle Gru, Göttingen 1983

#### Rappi und Christiane
- Christiane sucht ihr Pferd, 1980
- Christiane findet Rappi, 1980
- Rappi und Christiane mögen sich, 1980
- Rappi und Christiane gehören zusammen, 1980
- Christiane kämpft um Rappi, 1980
- Rappi, Christianes große Liebe
- Mit Rappi über Stock und Stein
- Christiane siegt mit Rappi, 1980

#### Andere oder keine Serie
- Steffi fährt im Straßenfloh, München 1954
- Die ganze Klasse gegen Dieter, München 1955
- Gerd funkt auf eigener Welle, München 1955
- Ein Mädel mit Herz, München 1955
- Die große Jagd am See, München 1956
- Tom reitet über die Prärie, München 1957
- Tom und der Sohn des Häuptlings, München 1957
- Gina aus dem Doktorhaus, München 1958
- Tom und das Geheimnis der Indianer, München 1958
- Sechzehn Mädchen auf großer Fahrt, München 1959
- Wir erben ein Geheimnis, München 1959
- Kai erobert Brixholm, München 1960
- Die Oder gluckste vor Vergnügen, Berlin 1960
- Ali Baby und die vierzig Räuber, München 1961
- Das schöne Fräulein und die Herren Primaner, Berlin 1961
- Steffis Wunschfahrt, München 1961
- Gespenstergeschichten, München 1962
- Die Räuberschule, München 1962
- Die Jungen von der Wasserwacht, München 1963
- Spuk auf Schloß Siebenbrück, München 1963
- Felix und das Schiff der Freunde, München 1964
- Felix und der Geisterhügel, München 1964
- Glücklich und in Freuden leben, München 1964
- Der Tote kommt am Donnerstag, München 1964
- Das Mädchen mit dem Ponywagen, München 1965
- Wien, Wien, nur du allein, Berlin 1965
- Der Elefant im Porzellanladen, München 1966
- Harrys lustige Jagd, München 1967
- Ulla, das schaffen wir schon, München 1967
- Wir sind alle Sonntagskinder, München 1967
- Rendezvous mit dem Hai, München 1968
- Die Schöne und ihre sechs Rebellen, München 1968
- Das Mädchen und ihr Millionär, München 1969
- Ferien im Heidehof, München 1970
- Gerd funkt das große Spiel, München 1970
- Im Tal der vielen Stimmen, München 1970
- Neue Gespenstergeschichten, München 1970
- Tom und der lachende Fuchs, München 1970
- Abenteuerliche Begegnung, München 1972
- Drei Mädchen vom Heidehof, München 1972
- Der geheimnisvolle Koffer, München 1972
- Klaus verfolgt das weiße Auto, München 1972
- Landung in der Wüste, München [u. a.] 1972
- Die neue Lehrerin, München [u. a.] 1972
- Alles wegen George, München [u. a.]1973
- Bleib sitzen, George, München [u. a.]1973
- Frischer Wind für eine Freundschaft, München [u. a.] 1973
- Gib Pfötchen, George, München [u. a.] 1973
- Alle lieben George, München [u. a.] 1974
- Ferien mit dem Ponywagen, München [u. a.] 1975
- Vom Hai verfolgt, München 1976
- Kai entdeckt die Freundschaftsinsel 1976
- Wimpy – der Schrecken der Schule, München 1976
- Wimpy – der Retter wider Willen, München [u. a.] 1977
- Sommer, Sonne und etwas Liebe, München 1977
- Der Faulheits-Stundenplan, München 1979
- Reiter am Gespensterfluß, München 1979
- Eine Klasse ist verschwunden, München 1980
- Das Testament des Millionärs, München 1980
- Ajax und Jürgen kommen durch, Göttingen 1981
- Ajax und Jürgen sind Extraklasse, Göttingen 1981
- Ganz schön frech, das Fräulein Reni!, Göttingen 1981
- Geistertanz, Hamburg 1981
- Gib nicht so an, Reni!, Göttingen 1981
- Glück und Pech für Jürgen und Ajax, Göttingen 1981
- Grauen um Forschungsschiff „Laurus“, Balve/Sauerland 1981
- Jürgen hat Pech mit Ajax, Göttingen 1981
- Jürgen reitet auf Ajax, Göttingen 1981
- Reni überwindet sich, Göttingen 1981
- Die scharfen Augen der Gruppe 7, Göttingen 1981
- Ronny, der schnelle Linksaußen, Balve 1982
- Ein Fall für Maske 23, Göttingen 1983
- Geheimnisvolle Bombendrohung, Göttingen 1983
- Der Schlüssel zum Spukschloß, Göttingen 1983
- Die gespenstische Wolke, Göttingen 1984
- Im Tal der Angst, Göttingen 1984
- Mumien, Schätze und Erpresser, Göttingen 1984
- Die Insel, München [u. a.] 1987
- Der Landarzt, München [u. a.] 1987
- Walhalla. Das Land der Götter, der Menschen und der Monster, 1987 (Buch zum Zeichentrickfilm Walhalla)
- Quark, München 1988
- Der Landarzt und seine Familie, München [u. a.] 1989
- Willy Puruckers Löwengrube, München 1989
- Der Landarzt und seine Patienten, München 1990
- Campingpark, München 1992
- Christiane wünscht sich ein Pferd, Remseck bei Stuttgart 1992
- Der Patenonkel, München 1992
- Christiane und ihre große Liebe, Remseck bei Stuttgart 1993
- Dennis kämpft um Oktavian, Remseck bei Stuttgart, 1993
- Das Geisterpferd, Hannover 1993
- Immer wieder Sonntag, München 1993
- Steffi entdeckt den Süderhof, Hannover, 1993
- Die vertauschte Schildkröte, Hannover 1993
- Das Kinderfest, Hannover 1994
- Die Schatzkiste, Hannover 1994
- Dennis wagt alles, Remseck bei Stuttgart 1995

### Werke unter dem Namen Hans Rodos
- Die unheimlichen Leuchtkugeln, München 1964
- Die Geisterbahn im Moor, München 1965
- Das grüne Gespenst, München 1965
- Das rätselhafte Auto, München 1966
  - Zwei Sammelbände der vier Hans Rodos-Bücher, jetzt unter Ulricis Namen: Drei clevere Detektive, Balve/Sauerland 1980

### Werke unter dem Namen Rex Corbett
- Die Diamanten von Soho, München 1957
- Der verschwundene Bus, München 1957

### Werke unter dem Namen Hans Korda

#### Lollo
- Lollo führt ein Tagebuch, Göttingen 1969
- Lollo, mit fünfzehn fängt das Leben an, Göttingen 1969
- Lollo, ein Mädchen von heute, Göttingen 1970
- Lollo plaudert aus der Schule, Göttingen 1970

#### Sheriff Cox
- Cox, der junge Sheriff, Göttingen 1971
- Sheriff Cox auf dem Pulverfaß, Göttingen 1971
- Sheriff Cox und der schwarze Cowboy, Göttingen 1971
- Sheriff Cox und die Banditen, Göttingen 1971
- Sheriff Cox und die Blauen Reiter, Göttingen 1971
- Sheriff Cox bleibt Sieger, Göttingen 1977
- Sheriff Cox schießt schneller, Göttingen 1977

#### Andere
- Kein Mädchen ist wie Tutti, Göttingen 1968
- Dagmar und Lilly, Göttingen 1969
- Mit fünfzehn fängt das Leben an, Göttingen 1969
- Captain Blitz, der rote Reiter, Göttingen 1970
- Die Mädchen aus dem Zwillingshaus, Göttingen 1970
- Mein erstes Tagebuch, Göttingen 1970
- Tagebuch eines Sommers, Göttingen 1970
- Das Mädchen auf der Goldponyranch, Göttingen 1971
- Zwei Mädchen, ein Geheimnis, Göttingen 1971
- Eilbrief für Doris, Göttingen 1972
- Hansi, der Schlauberger, Göttingen 1972
- Renate im Tierparadies, Göttingen 1973
- Nina und Rosi begraben das Kriegsbeil, Göttingen 1975
- Ausgerechnet Liebesbriefe, Göttingen 1976
- Ira kann schweigen, Göttingen 1976

## Drehbücher
- 1956: Kalle wird Bürgermeister (zusammen mit Fritz Genschow und Charlotte Sarcander) (Kinofilm)[1][2]
- 1962: Väter können keine Zöpfe flechten (Fernsehkurzfilm)[3]
- 1971: Von Liebe keine Rede (Fernsehserie in 13 Folgen)

## Herausgeberschaft
- Rudolf Schock: „Ach, ich hab in meinem Herzen ...“, München [u. a.] 1985

## Übersetzungen
- Wallace Blue: Der graue Mustang, München 1960
- Pamela Braun: Neue Welt für Gloria, München 1959
- Betty Cavanna: Bezauberndes Jahr in Paris, München 1961
- Daniel Defoe: Robinson, München 1960
- Shannon Garst: Sitting Bull, Häuptling aller Sioux, München 1958
- Edward C. Janes: Mein Freund, der Wildhüter, München 1959
- Joseph Wharton Lippincott: Gefährten der Wildnis, München 1961
- Joseph Wharton Lippincott: Der Getigerte, München 1961
- Joseph Wharton Lippincott: Old Bill, der schreiende Kranich, München 1960
- Thalie de Molènes: Das Mädchen von Tahiti, München 1959
- Edith Lambert Sharp: Nikwalla, der Indianerjunge, München 1961
- Marcelle Vérité: Im Land der schwarzen Stiere, München 1961
- Marcelle Vérité: Weltreise der Tiere, München 1961
- Lenora Mattingly Weber: Junges Herz und 1000 Pläne, München 1965
- Harry Williams: Die Urwald-Zwillinge, München 1960
- Eva-Lis Wuorio: Die kanadischen Zwillinge, München 1961

## Trivia
- 1960 trat Ulrici in dem Dokumentarfilm Wie ein Jugend-Buch entsteht auf, der vom Schneider-Verlag in Auftrag gegeben worden war und anhand von Ulricis Buch Kai erobert Brixholm den Produktionsprozess des Werkes darstellt. Sprecher war Klaus Havenstein.[4]